# Карронада

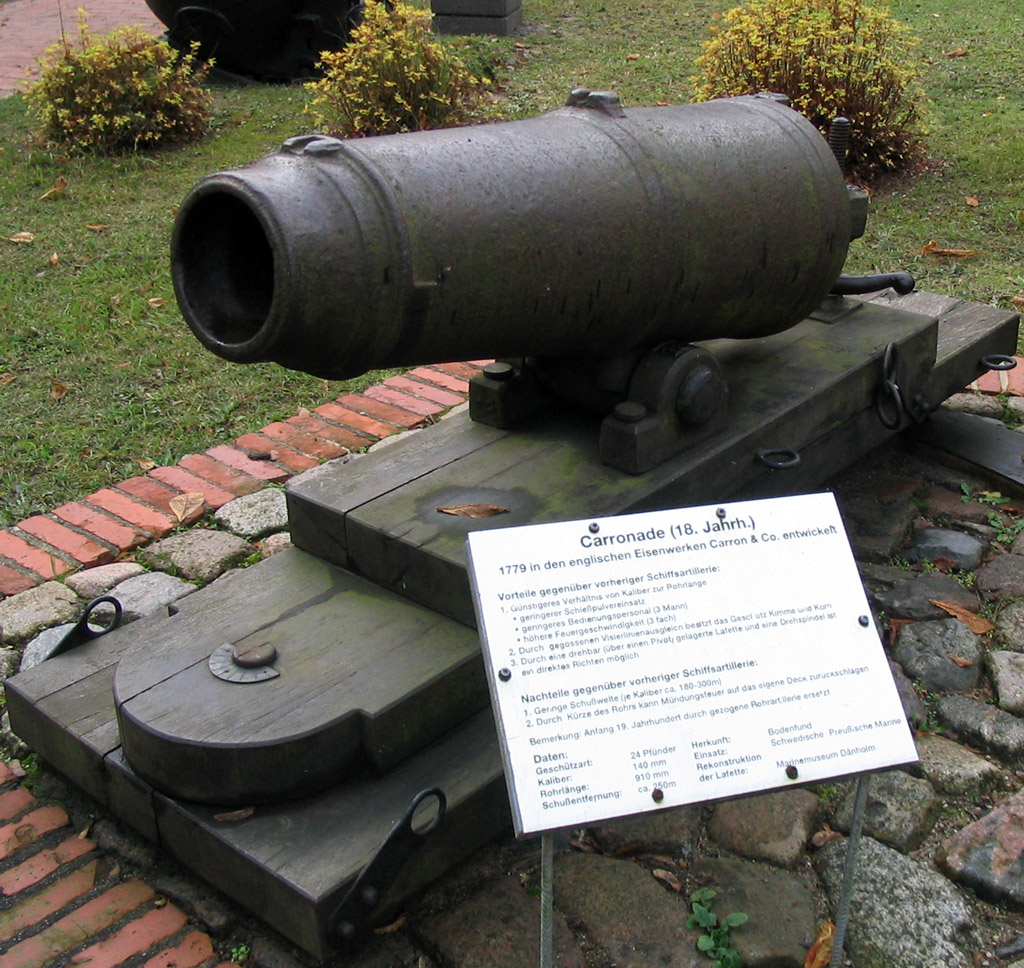
24-фунтова карронада (140 мм)

Каррона́да, карона́да (англ. carronade) — гладкоствольна коротка гармата, головна «споживачка» металу в XVIII столітті. Названа так за Карронським заводом, який був заснований в Шотландії у 1759 році Ребеком — видатним організатором хімічної, металургійної й вугільної промисловості Британії. Саме на цих заводах вперше і були виготовлені гармати карронада.

## Загальний опис
Вперше каронади з'явилися спочатку на торгових суднах, а потім і британських військових кораблях в кінці XVIII століття, пізніше були взяті на озброєння і в береговій артилерії. Винахідник цих гармат — шотландець Гаскойн, який багато зробив для розвитку металургії в Україні. Ці гармати за рахунок короткого ствола і зменшеного заряду пороху були значно легші, простіші в обслуговуванні і, відповідно дешевші, за традиційні гармати. Недоліком карронад у порівнянні з довгоствольними гарматами була нижча дальність стрільби, яка, втім компенсувалася вищою швидкістю перезаряджання. Крім того, за рахунок меншої ваги на кораблі могли встановлюватися карронади великого калібру, вогонь яких на близьких дистанціях був досить ефективним.
Хоча деякі кораблі повністю або переважно озброювалися карронадами, вони були вразливі проти противника, якщо той мав змогу зберігати у бою дистанцію поза зоною їх ефективного ураження, водночас тримаючись радіусі дії власних довгоствольних гармат. Власне збільшення дальності і ефективності морської артилерії призвело до виходу цих гармат з вжитку у 1850-х. Водночас на той час застарілі карронади використовувались під час Громадянської війни у США у 1860-х. Останній випадок використання карронад було зафіксовано під час Першої англо-бурської війни 1880—1881 років.
Карронада, як і інші морські гармати, кріпилася за допомогою канатів для стримування віддачі, але деталі кріплення гармати, як правило, були зовсім іншими. Карронада зазвичай встановлювалася на ковзному, а не колісному лафеті, а висота досягалася за допомогою гвинта, як у польових гармат, а не за допомогою квінів (дерев'яних клинів), звичних для морських гармат. Крім того, карронада зазвичай кріпилася на вушку під стволом, а не на звичайних цапфах з обох боків. Як наслідок, карронада мала незвично високий центр тяжіння. Наприкінці періоду використання, деякі карронади були оснащені цапфами, щоб знизити їхній центр ваги, створивши варіант, відомий як «гуннада» (англ. gunnade). Гуннади, запроваджені близько 1820 року, відрізняються від ранніх карронад, які також мали цапфи.

## Конструкція

1. Казенна частина
2. Задній приціл
3. Запалювальний отвір
4. Передній приціл
5. Перше підсилювальне кільце
6. Ствол
7. Дуло
8. Друге підсилювальне кільце
9. Азимутальна вісь
10. Подушка
11. Підіймальна вісь
12. Колесо
13. Рухома база
14. Лафет
15. Винград
16. Підіймальний гвинт